# Boris Kopitović (Fußballspieler, 1995)
Boris Kopitović (* 27. April 1995 in der SFR Jugoslawien) ist ein montenegrinischer Fußballspieler.

## Karriere

### Verein
Boris Kopitović unterschrieb seinen ersten Vertrag beim OFK Petrovac in Petrovac na moru. Der Verein spielte in der höchsten Liga von Montenegro, in der Prva Crnogorska Liga. Im Mai 2015 stand er im Finale des Crnogorski fudbalski kup. Im Endspiel unterlag man dem FK Mladost Podgorica vor 3500 Zuschauern mit 2:1 nach Verlängerung. Für Petrovac stand er 45-mal auf dem Spielfeld und schoss dabei fünfzehn Tore. Mitte 2016 wechselte er zum Ligakonkurrenten OFK Titograd nach Podgorica. Nach 24 Spielen unterschrieb er 2017 einen Einjahresvertrag bei FK KOM Podgorica. 2018 kehrte er zu seinem ehemaligen Klub OFK Petrovac zurück. Anfang 2020 wechselte er nach Singapur. Hier unterschrieb er einen Vertrag bei den Tampines Rovers. Die Rovers spielten in höchsten Liga, der Singapore Premier League. 2020 gewann er mit den Rovers den Singapore Community Shield. Das Spiel gegen Hougang United gewann man mit 3:0. Zwei Jahre später wurde er mit 35 Treffern auch Torschützenkönig der Liga.

### Nationalmannschaft
Am 20. November 2018 debütierte Boris Kopitović für die montenegrinische A-Nationalmannschaft in der UEFA-Nations-League-Partie gegen Rumänien (0:1).

## Erfolge
Tampines Rovers
- Singapore Community Shield: 2020

## Auszeichnungen
- Torschützenkönig der Singapore Premier League: 2022 (35 Tore)